# Джавид, Гусейн
Гусе́йн Джави́д (азерб. حسین جاوید, Hüseyn Cavid; имя при рождении Гусе́йн Абдулла́ оглы́ Расизаде́, 24 октября 1882, Нахичевань — 5 декабря 1941, село Шевченко Тайшетского района) — азербайджанский педагог, поэт и драматург. Являлся ярким представителем романтизма в Азербайджане начала XX века. Гусейн Джавид сыграл огромную роль в формировании азербайджанской литературы XX века. Своими произведениями, в которых нашли отражение мотивы философской лирики, вопросы гуманизма и человеколюбия, исторические драмы, Гусейн Джавид открыл новую страницу в литературе и драматургии Азербайджана.
Погиб в годы сталинских репрессий.

## Биография
Гусейн Расизаде родился 24 октября 1882 года в городе Нахичевани, куда его семья переехала из с. Шахтахты. Оба деда Гусейн Джавид были хлебопашцами, а один из них, по материнской линии, Мешади Кули, был известен как большой любитель поэзии. По словам самого Г. Джавида его отец «в дореволюционный период занимался духовной деятельностью», в то время как Рухулла Ахундов назвал его «известным муллой-плакальщиком». Помимо него, в семье были ещё четверо сыновей и трое дочерей. Старший брат шейх Мохаммед Расизаде получил духовное образование, а позднее учительствовал; средний — Ахмед выступал в качестве певца, порой мерсиехана; младший — Алирза был учителем, публицистом и революционером.
В течение пяти лет Гусейн Расизаде обучался в моллахане, а затем по совету просветителя того времени Курбанали Шарифова он в 1895 году оставил моллахану и в тайне от отца поступил в школу Мохаммеда Таги Сидги «Мектеби-тербие». Позднее в письме к К. Шарифову Г. Джавид писал: «Если бы я рос по программе отца, то, кто знает, кем бы я сейчас был... Это вы вовлекли меня в школу Сидги».
Получив образование в родном городе, Джавид уезжает в Тебриз и поступает в духовную школу — медресе. Здесь он изучает арабский и персидский языки и классическую литературу Востока. Через год из-за болезни глаз Джавид вынужден бросить учёбу; он возвращается в Нахичевань, где упорно занимается самообразованием. В 1905 году Джавид едет в Турцию и поступает учиться на литературное отделение Стамбульского университета. В Стамбуле он знакомится с видными турецкими писателями и поэтами. В 1909 году Джавид возвращается на родину и длительное время преподаёт азербайджанский язык и историю литературы в азербайджанских школах Тифлиса, Гянджи, Нахичевани. В 1918 году Джавид переезжает в Баку. В 1926 году Джавид лечился в Германии, жил в Берлине. Впечатления от пребывания в Западной Европе отразились в его большой поэме «Азер», над которой поэт трудился в 1926—1937 гг.

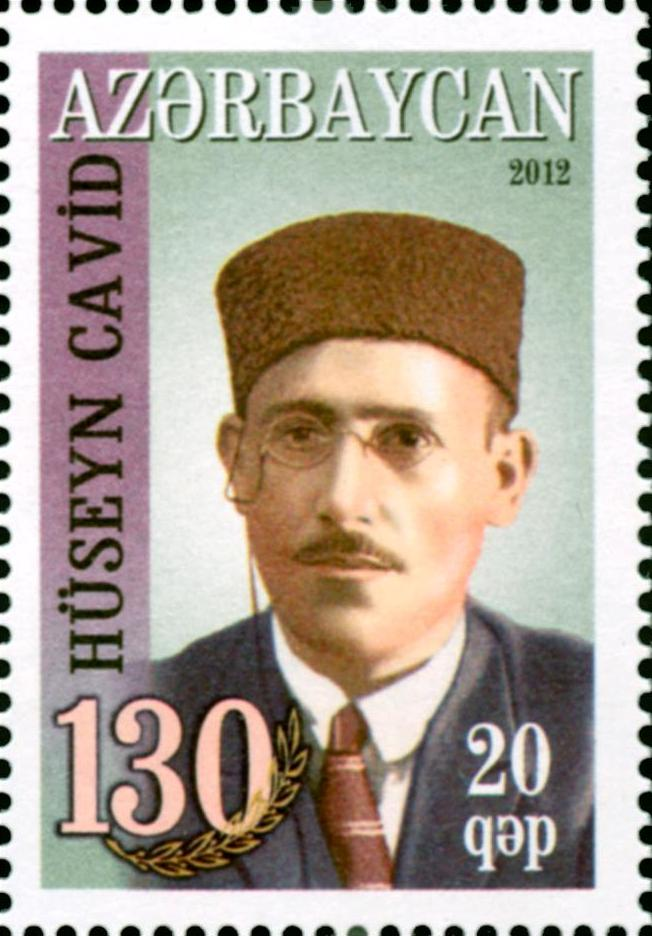
Марка Азербайджана, посвящённая 130-летию со дня рождения Джавида

### Арест и гибель
Поэт Гусейн Джавид уже в первое десятилетие своего творчества снискал всеобщее признание как крупнейший представитель азербайджанского прогрессивного романтизма XX века. Российские учёные Ф. Д. Ашнин, В. М. Алпатов, Д. М. Насилов полагают, что он и является самым авторитетным из арестованных в то время азербайджанских писателей. Заметим, что газеты 1920-х годов писали о нём как о «самом известном и прославленном поэте Кавказа», «самом могучем поэте в Азербайджане».
В качестве основания для его ареста стала поддержка контрреволюционных связей с «целым рядом мусаватистов, с коими ведёт мусаватские беседы… Группирует вокруг себя к.-р. национал. настроенных молодых поэтов, коих обрабатывает в мусаватском духе». Поэт виновным себя не признавал; на первом и втором заседании «тройки» решение по его делу вынести не смогли и он продолжал содержаться в тюрьме. Весной 1938 года, при новом руководстве НКВД Азербайджана, было составлено заключение, в соответствии с которым Гусейн Джавид объявлялся изобличённым по ст. 72 и 73 УК Азербайджанской ССР.
Особое совещание в Москве, куда отправили дело, не стало его рассматривать, а затем и вовсе — оно было возвращено в Баку. При перепроверке дела в Баку к ранее подтверждённым обвинениям добавилась ещё ст. 68 (шпионаж). Согласно обвинительному заключению «установлено, что Гусейн Джавид долгое время проживал в Турции, а затем в Германии и, по данным НКВД, Гусейн Джавид предназначался для шпионской работы». 9 июня 1939 года поэта приговорили к 8 годам лагеря, но в приговоре обвинение в шпионаже отсутствует. Гусейн Джавид скончался в 1941 году, согласно реабилитационному делу — в Заплаге (около Тайшета).

### Перезахоронение тела
12 октября 1982 года, в связи с готовящимся 100-летним юбилеем поэта, Партком Нахичеванской Республики принял решение о перезахоронении тела Джавида в Нахичевани. 14 октября председатель парткома Гамид Джафаров, полковник Тельман Алиев и депутат республики Закир Алиев вылетели в Иркутск и 21 октября прибыли на кладбище села Шевченко. Делегация нашла место захоронения гроба № 59 и была проведена эксгумация. 24 октября делегация вместе с останками Джавида вылетела из Иркутска. По плану из Иркутска необходимо было вылететь в Москву, оттуда — в Ереван, а оттуда — в Нахичевань. Но по распоряжению Гейдара Алиева, самолёт вылетел в Баку (поскольку в Сибирь Джавид был отправлен также из Баку). 26 октября самолёт приземлился в Баку. Было даже предложено похоронить поэта на Аллее почётного захоронения. После прощальной церемонии во дворце Ширваншахов, 1 ноября, ночью тело Джавида привезли в дом, в котором он жил. Наконец, 3 ноября Джавида привезли в Нахичевань и перезахоронили рядом с отчим домом под тутовым деревом. После того, как над могилой поэта был воздвигнут мавзолей, 13 сентября 1996 года в нём были перезахоронены тела жены поэта Мюшгюназ (из Баку) и сына Эртогрула, а 12 сентября 2004 года в мавзолее была похоронена дочь поэта Туран Джавид.

## Творчество

Гусейн Джавид с женой Мюшгюназ и детьми, сыном Эртогрулом и дочерью Туран. 1936 год.

Первое стихотворение Джавида было напечатано в бакинском журнале «Фиюзат» в 1906 году. В 1913 году был издан первый сборник его стихотворений — «Минувшие дни», отпечатанный в Тбилиси в азербайджанской типографии. В 1917 году в Баку издается новый сборник — «Весенняя роса». Уже в раннем творчестве Г. Джавида дают о себе знать социальные мотивы, связанные с общественным переустройством и противоречиями, положением бедняков и обездоленных людей. И хотя, как признается поэт, его «бог — красота и любовь», но жизнь с её глубокими противоречиями и проблемами вторгается в мир его поэтических раздумий, побуждая думать о многом и многих, в частности, о тех, кто в поисках пропитания обрекает себя на тяжкий, нечеловеческий труд на нефтяных промыслах.
Для поэта-гуманиста «черный ад» промыслов, а также безумие разразившейся мировой войны, её «чудовищный шум» невыносимы. Катаклизмы века, его противоречия и события подводят Г. Джавида к необходимости преодолеть абстрактно-политические выводы и представления, ставить и решать важнейшие проблемы современности, обращаться к прошлому своего народа и других стран, чтобы на историко-легендарном материале раскрыть природу контрастов и противоречий века, обещавшего быть эпохой прогресса и развития цивилизации, но, увы, оказавшегося полным социальных и иных кризисов, потрясений и несчастий, уготованных для трудящегося человека.

Памятник Гусейну Джавиду в Баку. Скульптор — Омар Эльдаров, 1996

Г. Джавид раскрыл власть темных сил и контрасты эпохи в своих драматургических произведениях «Шейда» (1913), «Шейх Санан» (1914), «Дьявол» (1917—1918), «Князь» (1929), «Сиявуш» (1933), «Хайям» (1935) и других, представив в них целую галерею сильных, протестующих неординарных героев, бунтующих против несправедливости, тирании, произвола. Именно эти пьесы стали важным достижением романтизма, его ведущим жанром, сохранившим на десятилетия обаяние и идейно-эстетический мир этого направления, возникшего в азербайджанской литературе. При чтении пьес и трагедий Г. Джавида, как бы открывается новый и, в то же время, такой привычный нам по книгам Пушкина, Лермонтова, Байрона, Гюго и других классиков романтический мир.
В пьесах Г. Джавида также есть мятущийся, наделённый сильными страстями и беспокойством герой-одиночка, который находится в трагическом разладе с обществом и целым миром, представлены остро драматические конфликты. Один за другим в его творчестве возникают образы, навеянные легендами древнего Востока и романтическими традициями, усвоенными поэтом не только по книгам, но и в результате непосредственного наблюдения действительности, которая их породила, во время его пребывания в Турции, Иране, Германии, Грузии, в родном Азербайджане. Это Шейх Санан, Сиявуш, Хайям, Дьявол (Иблис). Или образы, порожденные самим временем — Шейда, Князь, другие персонажи, взаимодействующие с ними в одноимённых пьесах.
Название «Иблис», то есть «Демон», должно было вызвать ассоциацию с такими известными образами мировой литературы, как Сатана Мильтона, Мефистофель Гёте, Люцифер Байрона, лермонтовский Демон… В том, что тема Иблиса вписывается в эту портретную галерею мировой «демонианы», нет ничего необычного. Ведь Г. Джавиду, как романтику, близки и понятны ощущения и умонастроения такого рода, и среди них мотивы разочарования, мировой скорби, космического неблагополучия, которые были выражены в европейской романтической поэзии, возникшей с самого начала XIX века. И даже то, что всплеск романтизма в Азербайджане пришёлся на конец XIX века, не снизил того внимания, с каким Джавид обратился к этим мотивам. Наоборот, именно обострившиеся исторические катаклизмы его времени (первая мировая война, канун революции и т. п.) позволили ему воочию увидеть в этих событиях подлинно трагические воплощения сатанизма, которые в своё время вызревали в «экспериментальных колбах» романтизма, рождая всего лишь героев мефистофелевского типа.
Избранные произведения Джавида на азербайджанском языке были изданы в Баку в 1958 году, сборник пьес — в 1963.

## Семья и родственники
Сын — Эртогрул Джавид, композитор, фольклорист.
Старший брат, Расизаде Шейх Мухаммед Гаджи Абдулла оглы, просветитель, поэт, преподаватель азербайджанского языка и литературы. Его стихи печатались в газетах и журналах «Шарги-Рус», «Хайят», «Иршад», «Йени хайят», «Эволюция», «Игбал», «Фиюзат», «Открытое слово», «Свобода», «Шарг гапысы». Автор поэм «Семь девушек» «1914 год». Оригиналы произведений хранятся в доме-музее Гусейна Джавида в Баку и Нахичеване.
Племянница, Гевхар Раси-заде, биолог. Изобретатель препарата против виноградной филлоксеры.
Среди родственников Гусейн Джавида такие известные личности, как просветитель и публицист Алирза Расизаде и премьер-министр Азербайджана Артур Расизаде..

## Память

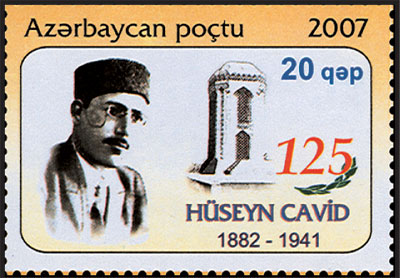
Марка Азербайджана, посвящённая 125-летию Джавида

- Указом президента Азербайджанской Республики Ильхама Алиева Министерству культуры и туризма совместно с Министерством образования, Национальной академией наук, Верховным меджлисом Нахичеванской Автономной Республики и Союзом писателей было предписано подготовить и реализовать план мероприятий, посвященных 125-летнему юбилею Гусейна Джавида.[13]
- К 100-летнему юбилею художника (в некоторых источниках годом рождения поэта указывается 1881 год), в 1981-м году был создан дом-музей поэта. Он размещается в здании института рукописей, в здании, в котором Гусейн Джавид жил с 1920 по 1937 годы. Это здание было построено знаменитым азербайджанским нефтепромышленником и меценатом — Гаджи Зейналабдином Тагиевым и изначально предназначался для мусульманской женской школы. Общая площадь музея 245 м², всего в музее находятся 4250 экспонатов. В фойе музея находится изображение планеты, носящей имя поэта. В музее есть отдельная комната, которая называется «Трагедия Джавида». Здесь все предметы сохранены в первозданном виде: письменный стол, письма родственникам и близким, написанные поэтом, будучи в ссылке, и другие предметы.
- В 2007 году по сценарию Анара был снят фильм «Жизнь Джавида».
- Имя Гусейна Джавида носит проспект в Баку.
- В 2022 году согласно декларации, подписанной мэром Вашингтона Мюриэлем Боузером 24 октября был объявлен Днем памяти Гусейна Джавида в Вашингтоне[14]. В день 140-летия Гусейна Джавида у здания Торгово-культурного центра Азербайджана в Вашингтоне, США состоялось открытие барельефа поэта[15].

## Фотогалерея

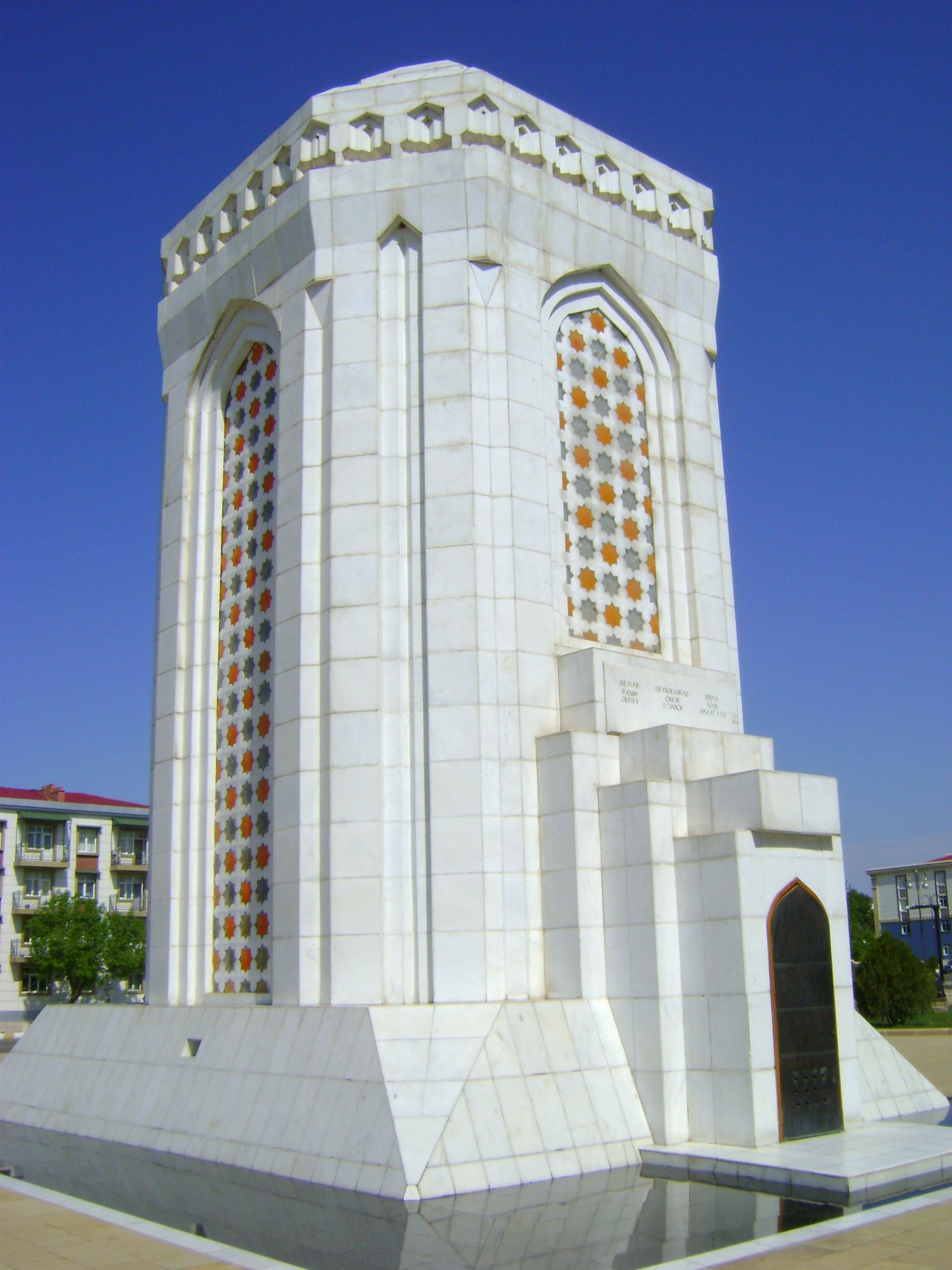
Мавзолей Джавида в Нахичевани
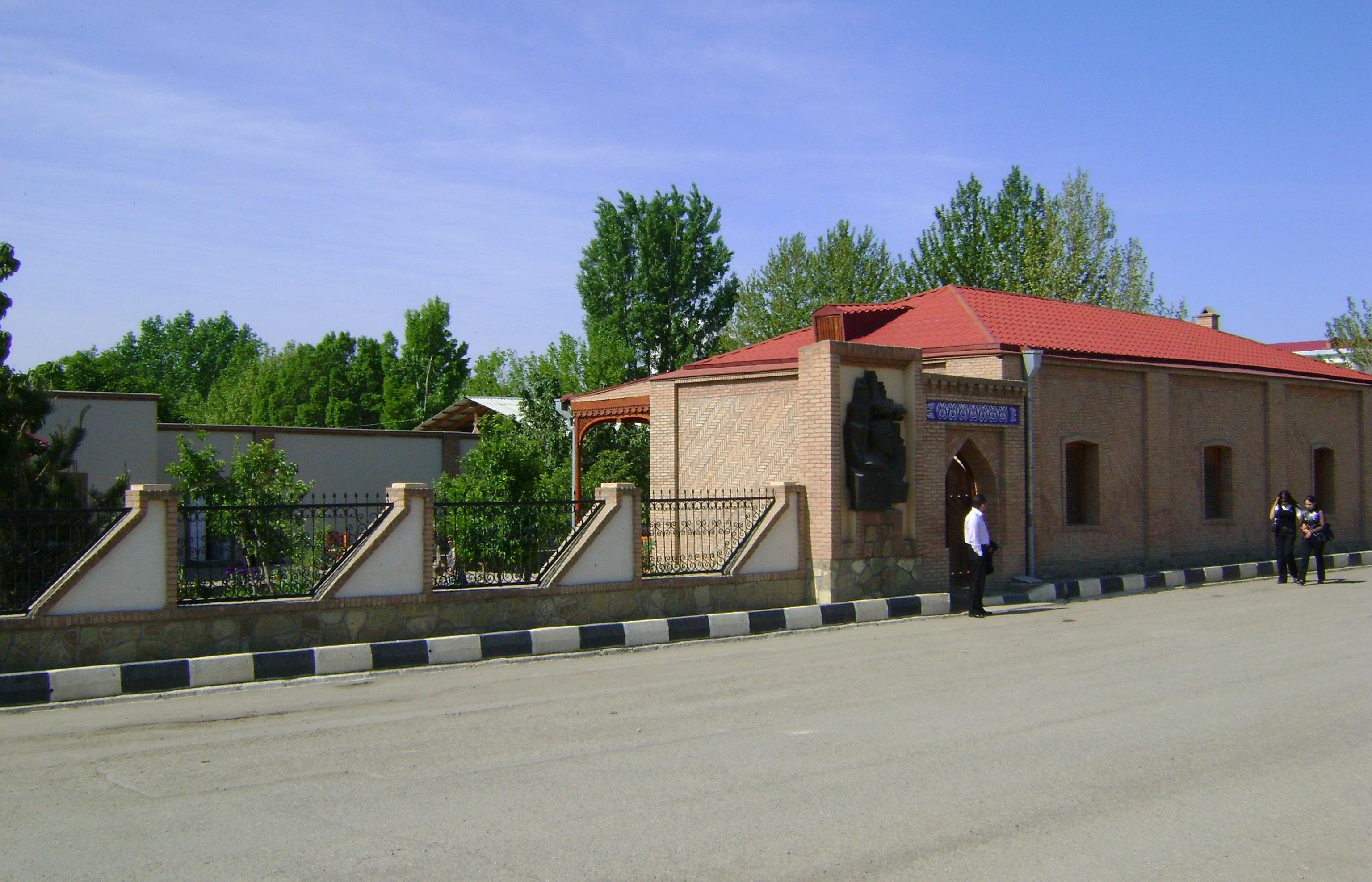
Дом-музей Джавида в Нахичевани
Барельеф на стене здания Института рукописей в Баку, в котором в 1920-1937 гг. жил Гусейн Джавид
Памятник Гусейн Джавиду в доме-музее в Нахичевани